# Farida Jalal
Pour les articles homonymes, voir Jalal.
 (mars 2017).
Si vous disposez d'ouvrages ou d'articles de référence ou si vous connaissez des sites web de qualité traitant du thème abordé ici, merci de compléter l'article en donnant les références utiles à sa vérifiabilité et en les liant à la section « Notes et références ».
Farida Tabrez Barnavar, née Jalal le 18 mai 1949, à New-Delhi, est une actrice de cinéma de Bollywood. Surnommée aussi Baby Farida à ses débuts précoces, Farida Jalal est l'une des rares actrices à être au casting de tous les grands films à succès de Bollywood. 

## Biographie
Farida Jalal commence sa carrière très jeune, dans le film Chaudvin Ka Chand.
Son physique rond et charmant, ses yeux expressifs et ses brillantes performances d'actrice, autant en comédie qu'en drame, ont vite fait de conquérir le public et elle enchaîne des rôles variés.
Ses rôles les plus marquants sont dans Aradhana (1969) et Bobby (1973).
Après une pause entre 1983 et 1990, elle revient à l'écran et devient un incontournable élément du paysage cinématographique indien en incarnant toutes les facettes des rôles de mère, tante et nounou, dans les plus grands succès du moment comme Dilwale Dulhania Le Jayenge pour lequel elle reçoit le Filmfare Awards 1996 en tant que meilleure actrice dans un second rôle, puis Raja Hindustani, Kuch Kuch Hota Hai, Dil To Pagal Hai, Kya Kehna, Kaho Naa... Pyaar Hai, La Famille indienne.

## Filmographie
- 1960 : Chaudhvin Ka Chand (sous le nom de Baby Farida)
- 1972 : Paras
- 1973 : Bobby de Raj Kapoor
- 1991 : Henna
- 1992 : Bekhudi : Shobha, tante de Radhika
- 1995 : Mammo
- 1995 : Dilwale Dulhania Le Jayenge de Aditya Chopra
- 1996 : Raja Hindustani de Dharmesh Darshan
- 1997 : Dil To Pagal Hai de Yash Chopra
- 1998 : Kuch Kuch Hota Hai de Karan Johar
- 1999 : Dil Kya Kare
- 2000 : Kya Kehna de Kundan Shah
- 2000 : Kaho Naa... Pyaar Hai de Rakesh Roshan
- 2001 : Chori Chori Chupke Chupke de Abbas Alibhai Burmawalla et Mastan Alibhai Burmawalla
- 2001 : La Famille indienne de Karan Johar
- 2001 : Zubeidaa de Khalid Mohamed

## Récompenses
Filmfare Awards
- 1972 : Meilleure actrice dans un second rôle pour Paras (1971)
- 1992 : Meilleure actrice dans un second rôle pour Henna (1991)
- 1995 : Meilleure performance décerné par les critiques pour Mammo (1994)
- 1996 : Meilleure actrice dans un second rôle pour Dilwale Dulhania Le Jayenge (1995)